# Folgoët
Folgoët é uma comuna francesa na região administrativa da Bretanha, no departamento Finisterra. Estende-se por uma área de 9,76 km². Em 2010 a comuna tinha 3 289 habitantes (densidade: 337 hab./km²).